# 신불출
신불출(申不出, 일본식 이름: 에하라 노하라(江原野原), 1905년 3월 25일 ~ 1976년 8월 2일)은 만담가로 잘 알려진 조선민주주의인민공화국의 연극인이다. 출생년도가 조선민주주의인민공화국에서는 1907년으로 되어있다.

## 생애
경기도 개성 출신으로, 송도고등보통학교를 중퇴한 것으로 알려져 있다. 본명은 신흥식이나 대한민국 측 기록에서는 신영일, 조선민주주의인민공화국 측 기록에서는 신상학이라고 표기되어 있다. 신불출이라는 이름은 본인이 직접 지은 예명으로, 당시의 억압받고 혼란스러웠던 일제시대를 살면서 차라리 이런 세상에 태어나지 말았어야 했다는 의미에서 '불출(不出)'이라는 이름을 지었다고 한다. 언어유희적인 만담에 대단히 능했으며 당대의 유명 연예인이었지만 어린 시절이나 성장 과정에 대해서는 거의 알려진 바가 없다.
1925년 연극계에 등장한 이래 1930년대에 활발한 활동을 하며, 세태를 풍자하고 정치인들을 비판하는 해학적인 만담과 연극을 공연하여 인기를 모았다.
일제강점기 동안 사회 비판 만담으로 여러 차례 고초를 겪었으며, 강제로 창씨개명을 하게 되자 "될대로 되어라"라는 의미의 추임새로 해석될 수 있는 "에하라 노하라"(江原野原)로 발음되도록 일본식 이름을 지었다는 일화가 있다.
본래 연극 배우이자 극작가로 활동하던 신불출이 만담가가 된 것은 정치적인 이유 때문이었다. 고설봉의 증언에 따르면 신불출은 1931년에 연극 《동방이 밝아온다》의 마지막 장면에서 대사를 바꾸어 다음과 같이 외쳤다가 경찰서에 연행된 일이 있다.
새벽을 맞아 우리 모두 잠에서 깨어납시다. 여러분, 삼천리 강산에 우리들이 연극할 무대는 전부 일본 사람 것이고, 조선인 극장은 한두 곳밖에 없습니다. 우리는 이대로 있으면 안됩니다. 우리 동포들은 두 주먹을 불끈 쥐고 일어나야 합니다.

표현의 자유가 크게 제약되던 시기라 신불출은 이후 풍성한 해학과 풍자를 담은 정치적 발언을 시작했다. 흥행의 귀재 이철에 의해 출시된 《익살맞은 대머리》(1933)라는 만담 음반은 대성공을 기록하는 등, 일제 강점기 말기에 전시 체제가 강화되어 독자적인 활동이 어려워지기 전까지 신불출의 만담은 예리한 언어 감각과 날카로운 풍자로 많은 인기를 끌었다.
우미관에서 창씨개명 비판공연때 김두한은 관람하였고 공연끝난후 김두한이 신불출을 만나러왔다. 함께 종로회관으로 가서 술마시자며 초대했고 김두한과 친근을 맺었고 함께있던 정진영을 공산주의로 노선을 걷게하였다. 또한 정진영을 공산주의에 심취했던 김해숙이라는 큰술집에 일하는 여직원을 소개하였고 그둘과 결혼하게하였다.
한국의 군정기 당시 조선영화동맹 간부로 있으면서 좌익 활동에 참가하였다. 1946년에 열린 6.10 만세 운동 20주년 행사에서 태극기에 빗대어 미군정 체제를 풍자 비판하는 연설을 하였으며, 집으로 돌아가는중 우익 단체 대한민주청년동맹 소속 김두한과 부하들에게 총격으로 왼쪽어깨와 팔과 옆구리를 총상을 입었다. 중상을입고 도망가다 과다출혈로 쓰러진 신불출을 쫓아가 죽이려고 했으나 목격자들 때문에 죽이지 못해 놓쳤고 병원에 입원되었다  이 과정에서 신불출은 치안 교란, 연합국 비방 등의 죄목으로 미군정에게 구속되어 벌금 2만원과 징역 1년을 선고받게 된다. 복역 후 1947년에 월북했다.
한국 전쟁 때는 선무 방송에 참여했다. 이후 38선 이북에서 북조선문학예술총동맹 중앙위원을 지내며 조선민주주의인민공화국의 공훈배우로 선출되고 신불출만담연구소 소장을 맡는 등 정치적으로 성공했다는 평가를 들었다.
하지만 신불출은 대본을 검열하는 북한의 현실을 비판하며 자유로운 표현의 권리를 주장하면서 북한정권의 비위를 거스르는 발언을 여러차례 하게 되고, 이어 그의 입지가 위태로워지게 된다. 결국 1960년대 초 한설야 계열이 몰락할 때 또는 1960년대 후반에 숙청당한 것으로 알려져 있다.
숙청 이후로는 지방의 노동교화소나 협동 농장, 정치범 수용소로 추방되어 중노동에 시달리다가 1976년경에 사망했다는 소문만 전할 뿐, 사망한 시기도 분명치 않다. 같이 수감되었던 탈북자 김영순의 증언에 의하면, 말년의 신불출은 수용소 내에서 병마와 영양실조에 시달리면서도 그만의 특유한 유머를 보이며 수감자들을 즐겁게 해주었다고 한다.
김정일도 신불출의 유머를 좋아하여 사후 그의 만담집을 출간하는 등 그의 지위가 크게 격하되지는 않은 것으로 보이나 한설야, 최승희, 심영 등 비슷한 시기에 숙청당한 문화예술계 월북 인물들과는 달리 복권된 흔적은 발견되지 않았다.

## 평가
일제강점기 당시 '될대로 되어라'라는 의미의 추임새로 해석될 수 있는 '에하라노아라'로 발음되도록 일본식 이름으로 창씨개명을 비꼬며 비판하기도 한 신불출은 만담이라는 새로운 장르를 개척했다는 평가를 받기도 한다.

## 신불출을 연기한 배우들
- 김종국 - 《야인시대》 (2002년 ~ 2003년 SBS 드라마), 《일말의 순정》 (2013년 KBS2 드라마)

## 같이 보기
- 만담
- 장소팔
- 노들강변

## 참고자료
- 강옥희,이영미,이순진,이승희 (2006년 12월 15일). 《식민지시대 대중예술인 사전》. 서울: 소도. 183~187쪽쪽. ISBN 9788990626264.
- 김명환 (2007년 5월 19일). “[이야기로 듣는 옛노래] 노들강변 ② - 희노애락 인생 구구절절 恨 맺힌 소리”. 충청투데이. 9면면. 2008년 6월 24일에 확인함. |제목=에 지움 문자가 있음(위치 1) (도움말)
- 김명환 (2007년 6월 2일). “[이야기로 듣는 옛노래] 노들강변 ④ - 신불출, 걸쭉한 입담으로 시국 풍자”. 충청투데이. 2008년 6월 24일에 확인함. |제목=에 지움 문자가 있음(위치 1) (도움말)